# Tongue toast

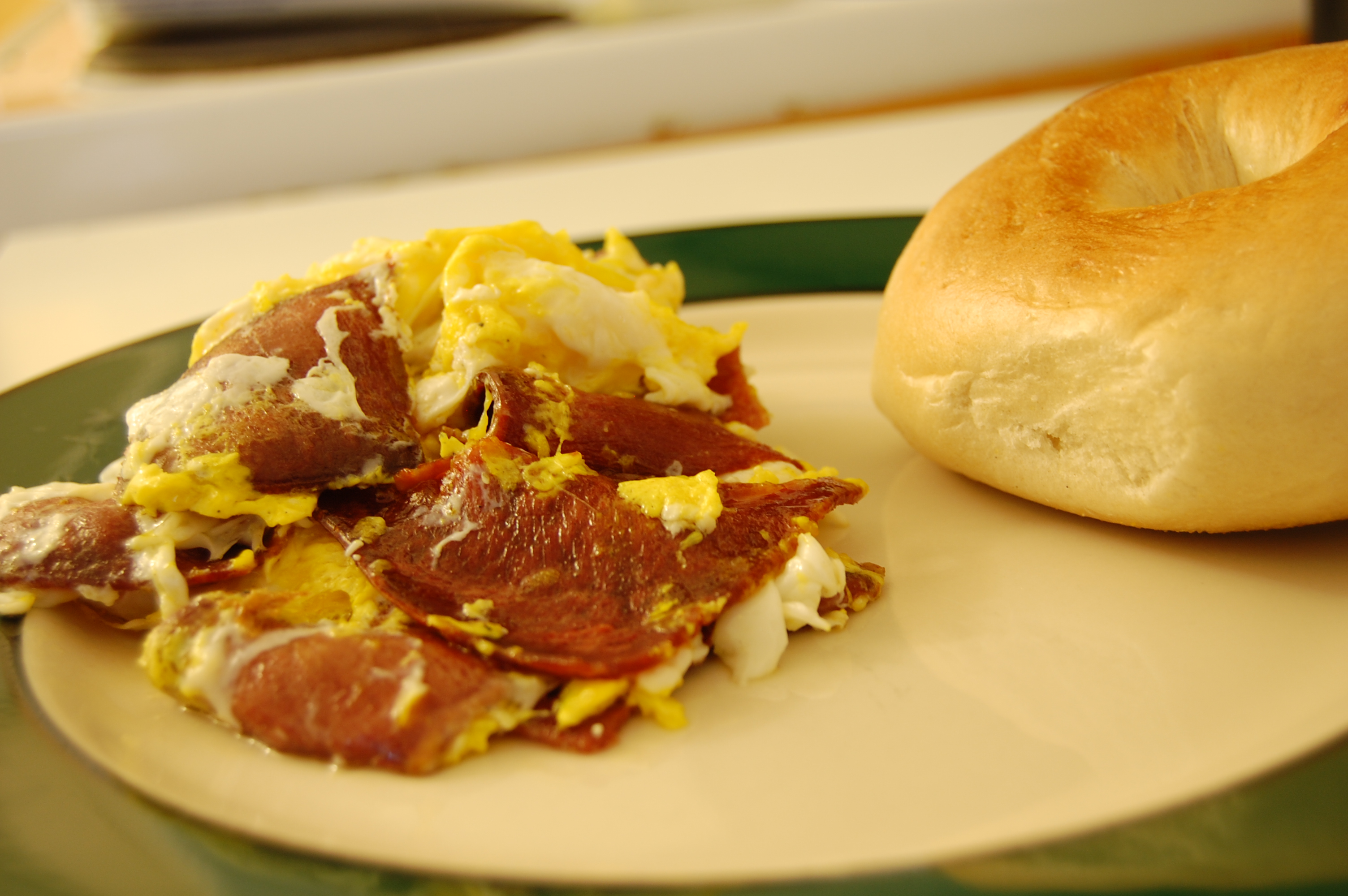
Lengua de ternera y huevo revuelto.

La tongue toast (en inglés ‘tosta de lengua’) es una tosta (sándwich abierto) hecho con lengua de ternera salteada y huevos revueltos. Se condimenta con pimienta y cebolla. A veces la lengua se sirve sobre una tostada con mantequilla, y se emplea huevo escalfado en lugar de revuelto. Aunque se prepara principalmente para desayunar, se toma también a menudo para comer y cenar.
Una variante servida para desayunar incluye el uso de lengua de ternera cocida y ahumada, nata y huevo revuelto, condimentando al gusto con nuez moscada, pimienta, perejil picado y cebolleta picada. Una variante reciente incluye el uso de lengua de reno.
Cuando se sirve como aperitivo, se prepara de forma parecida a la tostada francesa, recortándose el pan rebozado con forma de estrella y añadiéndose mantequilla con mostaza.